# Mindy Kaling
Vera Mindy Chokalingam (Cambridge, 24 juni 1979), is een Amerikaans actrice, scenarioschrijfster en producente. Ze werd in zowel 2007, 2008, 2009, 2010 als 2011 samen met het gehele productieteam van The Office US genomineerd voor een Primetime Emmy Award. Met het totale schrijfteam van dezelfde komedieserie won ze in 2007 daadwerkelijk een Writers Guild of America Award, waarnaast Kaling voor haar acteerwerk in zowel 2007 als 2008 samen met de rest van de cast een Screen Actors Guild won. Kaling won in 2014 ook een Satellite Award voor haar rol in het tevens door haarzelf geschreven en geproduceerde The Mindy Project. In 2025 kreeg ze een ster op de Hollywood Walk of Fame.
Kaling kwam ter wereld in de Verenigde Staten, maar zowel haar vader als haar moeder komen uit India. Zij verhuisden naar Amerika toen Kalings moeder zwanger van haar was.

## Filmografie
*Exclusief televisiefilms
- Locked down (2021) - Kate
- Late night (2019) - Molly
- Ocean's Eight (2018) - Amita
- A Wrinkle in Time (2018) - Mrs. Who
- The Night Before (2015) - Sarah
- Inside Out (2015) - (stem) Disgust (Afkeer)
- This Is the End (2013) - zichzelf
- Wreck-It Ralph (2011) - (stem) Taffyta Muttonfudge
- The Five-Year Engagement (2011) - Vaneetha
- No Strings Attached (2011) - Shira
- Despicable Me (2010, stem) - Toeristische moeder
- Night at the Museum: Battle of the Smithsonian (2009) - Gids rondleiding
- License to Wed (2007) - Shelly
- Unaccompanied Minors (2006) - Gastvrouw in restaurant
- The 40 Year Old Virgin (2005) - Amy

## Televisieseries
*Exclusief eenmalige gastrollen
Als actrice:
- Monsters at Work - Val Little (2021-2024, stem, 20 afleveringen)
- Champions - Priya (2018-...)
- The Mindy Project - Mindy Lahiri (2012-2017, 117 afleveringen)
- The Office US - Kelly Kapoor (2005-2013, 161 afleveringen)
- The Office: The Girl Next Door - Kelly Kapoor (2011, twee afleveringen)
- The Office: The 3rd Floor - Kelly Kapoor (2010, drie afleveringen)
- The Office: The Mentor - Kelly Kapoor (2010, drie afleveringen)
- The Office: Subtle Sexuality - Kelly Kapoor (2009, drie afleveringen)
- The Office: The Outburst - Kelly Kapoor (2008, twee afleveringen)

Als producente:
- Champions (2018-...)
- The Mindy Project (2012-2017, 117 afleveringen)
- The Office US (2006-2012, 128 afleveringen)

Als schrijfster:
- Champions (2018-...)
- The Mindy Project (2012-2017, 117 afleveringen)
- The Office US (2005-2012, 25 afleveringen)

- Biblioteca Nacional de España: XX5834431
- Bibliothèque nationale de France: cb169606969 (data)
- Gemeinsame Normdatei: 1165690578
- International Standard Name Identifier: 0000 0000 4798 8491
- Library of Congress Control Number: no2005074444
- MusicBrainz: 546c15d8-7ee8-4328-abf5-acf947dec5ee
- Nationale Bibliotheek van Tsjechië: xx0240939
- Nederlandse Thesaurus van Auteursnamen: 43839206X
- Réseau des bibliothèques de Suisse occidentale: 02-A025332759
- Système universitaire de documentation: 244017468
- Trove: 1576994
- Virtual International Authority File: 9581122
- WorldCat: E39PBJB8p6mhWbTwK3Hq7TVV4q